# 三ツ沢 (富士市)
三ツ沢（みつざわ）は、静岡県富士市の地名。丁番を持たない単独町名である。郵便番号は417-0855。
北部ブロック・神戸地区及び東部ブロック・原田地区に属する。

## 地理
市の中央部に位置する。東部は富士見台から続く住宅地域で、西部は畑、果樹園、茶畑などが広がる農業地域。南北を貫いて滝川が流れる。

## 歴史
古くは富士郡三ツ沢村であった。三ツ沢村の範囲は現在の三ツ沢及び富士見台の区域に当る。「三沢」の名は、永禄4年（1561年）8月25日の今川氏真朱印状（井出文書）に於て「富士山造」代表者の一人の名「三沢　左衛門四郎」に見えるが、現富士宮市大鹿窪字三沢と比定する見解もある。
- 1889年（明治22年）3月1日 - 町村制施行に伴い、三ツ沢村と原田村が合併し原田村が発足。

- 1955年（昭和30年）2月11日 - 新設合併により生れた新・吉原市の一部となる。

- 1966年（昭和41年）11月1日 - 新設合併により生れた富士市の一部となる[8]。

- 2020年（令和2年）5月4日 - 神戸土地区画整理事業に伴い、一部が分離されてさんどまきとなる[9]。

## 世帯数と人口
2020年（令和2年）7月現在の、世帯数と人口は以下の通りである。
| 町丁   | 世帯数    | 人口    |
| ------ | --------- | ------- |
| 三ツ沢 | 1,494世帯 | 3,484人 |

## 小・中学校の学区
市立小・中学校に通う場合、学区は以下の通りとなる。
| 町丁   | 町内会                       | 小学校                 | 中学校                 |
| ------ | ---------------------------- | ---------------------- | ---------------------- |
| 三ツ沢 | 神戸1・2                     | 富士市立神戸小学校     | 富士市立吉原北中学校   |
| 三ツ沢 | 三ツ沢町3（3組）             | 富士市立富士見台小学校 | 富士市立吉原北中学校   |
| 三ツ沢 | 三ツ沢町1・2・3（3組を除く） | 富士市立原田小学校     | 富士市立吉原第三中学校 |

## 交通

### 道路
- 東名高速道路

### 路線バス
- 富士急静岡バス